# HQ-16
1. Preusmjeri Nacrt:HQ-16